# Пливање на Летњим олимпијским играма 2016 — штафета 4 × 100 метара слободно за жене
Пливачке трке у дисциплини штафета 4×100 метара слободно за жене на Летњим олимпијским играма 2016. одржане су првог дана пливачких такмичења 6. августа на Олимпијском базену у Рио де Жанеиру.
Учестовало је укупно 16 штафета, а само такмичење се одвијало у два дела. Квалификације су одржане у подневном делу програма, док је финале одржано у вечерњем делу програма истог дана.
Златну медаљу освојила је штафета Аустралије у саставу Макион, Елмсли, Б. Кембел и К. Кембел (у квалификацијама пливала још и Вилсон) са временом финала од 3:30.65 минута, што је уједно и нови светски рекорд у овој дисциплини. Сребрна медаља је припала штафети Сједињених Држава са временом од 3:31.89 минута (нови амерички рекорд), док је бронзу освојила штафета Канаде чије такмичарке су трку испливале за 3:32.89 минуту (што је уједно и нови национални рекорд).
У полуфиналу и финалу ове дисциплине испливано је укупно 12 нових рекорда.

## Освајачи медаља
|                                                                     | Резултат                        |                                                                                      | Резултат                        |                                                                      | Резултат                        |
|                                                                     |                                 |                                                                                      |                                 |                                                                      |                                 |
| Аустралија                                                          | 3:30.65 СР                      | САД                                                                                  | 3:31.89                         | Канада                                                               | 3:32.89                         |
|                                                                     |                                 |                                                                                      |                                 |                                                                      |                                 |
| Ема Макион Британи Елмсли Бронти Кембел Кејт Кембел Медисон Вилсон* | (53.41) (53.12) (52.15) (51.97) | Симон Мануел Аби Вајцел Дејна Волмер Кејти Ледеки Аманда Вир* Лија Нил* Алисон Шмит* | (53.36) (52.56) (53.18) (52.79) | Сандрин Менвил ван Ландегем Тејлор Рак Пени Олексијак Мишел Вилијамс | (53.86) (53.12) (53.19) (52.72) |

## Рекорди
Уочи почетка трка у овој дисциплини важили су следећи светски и олимпијски рекорди:
| Светски рекорд    | Аустралија · Бронти Кембел · Мелани Шлангер · Ема Макион · Кејт Кембел  | 3:30.98 | Глазгов, Шкотска | 24. јул 2014. |
| Олимпијски рекорд | Аустралија · Алиша Кутс · Кејт Кембел · Британи Елмсли · Мелани Шлангер | 3:33.15 | Лондон, Енглеска | 28. јул 2012. |

Током такмичења постављени су следећи рекорди:
| Датум     | Трка            | Пливачице                                                                               | Држава     | Време   | Нап.   |
| --------- | --------------- | --------------------------------------------------------------------------------------- | ---------- | ------- | ------ |
| 6. август | Квалификације 2 | Медисон Вилсон (54.11) Британи Елмсли (53.22) Бронти Кембел (53.26) Кејт Кембел (51.80) | Аустралија | 3:32.39 | ОР     |
| 6. август | Финале          | Ема Макион (53.41) Британи Елмсли (53.12) Бронти Кембел (52.15) Кејт Кембел (51.97)     | Аустралија | 3:30.65 | СР, ОР |

## Квалификације
У квалификацијама је учестовало 16 штафета, пливало се у две квалификационе групе, а пласман у финале остварило је 8 штафета са најбољим временима квалификација. Штафета Аустралије поставила је нови олимпијски рекорд, док је чак 8 штафета поправило националне рекорде.
| Плас. | Трка | Стаза | Држава                    | Пливачице                                                                                                  | Време   | Нап.   |
| ----- | ---- | ----- | ------------------------- | --- | ------- | ------ |
| 1.    | 2    | 4     | Аустралија                | Медисон Вилсон (54.11) Британи Елмсли (53.22) Бронти Кембел (53.26) Кејт Кембел (51.80)                    | 3:32.39 | КВ, ОР |
| 2.    | 2    | 5     | Сједињене Америчке Државе | Аманда Вир (53.60) Лија Нил (53.63) Алисон Шмит (53.72) Кејти Ледеки (52.64)                               | 3:33.59 | КВ     |
| 3.    | 2    | 3     | Канада                    | Сандрин Менвил (54.17) Шантал ван Ландегем (52.90) Мишел Вилијамс (53.73) Тејлор Рак (53.04)               | 3:33.84 | КВ, НР |
| 4.    | 1    | 3     | Италија                   | Ерика Ферајоли (54.91) Силвија ди Пјетро (53.96) Аглаја Пецато (53.86) Федерика Пелегрини (53.17)          | 3:35.90 | КВ, НР |
| 5.    | 1    | 4     | Холандија                 | Инге Декер (54.75) Марит Стенберген (53.31) Мод ван дер Мер (53.88) Фемке Хемскерк (54.00)                 | 3:35.94 | КВ     |
| 6.    | 1    | 5     | Шведска                   | Мишел Колеман (54.39) Луис Хансон (54.69) Ида Линдборг (54.77) Сара Шестрем (52.57)                        | 3:36.42 | КВ     |
| 7.    | 1    | 2     | Јапан                     | Мики Учида (53.93) Рикако Ике (53.41) Мисаки Јамагучи (54.87) Јајој Мацумото (54.53)                       | 3:36.74 | КВ, НР |
| 8.    | 2    | 2     | Француска                 | Берил Гасталдело (54.94) Шарлот Боне (53.16) Матилд Сини (54.64) Ана Сантаманс (54.11)                     | 3:36.85 | КВ, НР |
| 9.    | 1    | 6     | Кина                      | Џу Менгхуеј (54.06) Сун Мејчен (54.79) Танг Ји (54.56) Шен Дуо (53.84)                                     | 3:37.25 |        |
| 10.   | 2    | 7     | Русија                    | Вероника Попова (54.35) Викторија Андрејева (54.45) Розалија Насретдинова (54.32) Наталија Ловцова (54.56) | 3:37.68 | НР     |
| 11.   | 2    | 6     | Бразил                    | Лариса Оливеира (55.54) Етијен Мадеирос (53.99) Дајнара де Паула (54.81) Мануела Лирио (55.06)             | 3:39.40 |        |
| 12.   | 1    | 7     | Данска                    | Пернил Блум (54.54) Јулије Кеп Јенсен (54.79) Сара Бро (55.75) Мије Нилсен (54.37)                         | 3:39.45 |        |
| 13.   | 2    | 1     | Шпанија                   | Фатима Гаљардо (55.84) Марта Гонзалес (54.98) Патрисија Кастро (55.08) Меланија Коста Шмид (54.56)         | 3:40.46 | НР     |
| 14.   | 2    | 8     | Швајцарска                | Марија Уголкова (54.75) Александра Турецки (55.28) Данијел Виљар (55.37) Ноеми Жирард (55.62)              | 3:41.02 | NR     |
| 15.   | 1    | 1     | Пољска                    | Катажина Вилк (55.34) Алицја Тхож (55.01) Александра Урбанчик (55.78) Ана Довгјерт (55.30)                 | 3:41.43 |        |
| 16.   | 1    | 8     | Израел                    | Керен Сјебнер (55.60) Зохар Шиклер (55.29) Амит Иври (55.71) Андреа Мурез (55.37)                          | 3:41.97 | НР     |

## Финале
Финална трка пливана је у вечерњем термину, истог дана кад и квалификације, а поредак прва три у финалу био је идентичан ономе у квалификацијама. Штафета Аустралије поставила је нови светски рекорд у овој дисциплини.
| Плас. | Стаза | Држава                    | Пливачице                                                                                         | Време   | Нап. |
| ----- | ----- | ------------------------- | ------------------------------------------------------------------------------------------------- | ------- | ---- |
|       | 4     | Аустралија                | Ема Макион (53.41) Британи Елмсли (53.12) Бронти Кембел (52.15) Кејт Кембел (51.97)               | СР      |      |
|       | 5     | Сједињене Америчке Државе | Симон Мануел (53.36) Аби Вајцел (52.56) Дејна Волмер (53.18) Кејти Ледеки (52.79)                 | 3:31.89 | АР   |
|       | 3     | Канада                    | Сандрин Менвил (53.86) Шантал ван Ландегем (53.12) Тејлор Рак (53.19) Пени Олексијак (52.72)      | 3:32.89 | НР   |
| 4.    | 2     | Холандија                 | Марит Стенберген (54.29) Фемке Хемскерк (53.47) Инге Декер (53.85) Раноми Кромовиџојо (52.20)     | 3:33.81 |      |
| 5.    | 7     | Шведска                   | Мишел Колеман (54.19) Сара Шестрем (52.47) Ида Марко Варга (54.70) Луис Хансон (54.54)            | 3:35.90 |      |
| 6.    | 6     | Италија                   | Ерика Ферајоли (55.21) Силвија ди Пјетро (53.69) Аглаја Пецато (53.99) Федерика Пелегрини (53.89) | 3:36.78 |      |
| 7.    | 8     | Француска                 | Берил Гасталдело (54.83) Чарлот Боне (53.17) Матилд Сини (54.92) Ана Сантаманс (54.53)            | 3:37.45 |      |
| 8.    | 1     | Јапан                     | Мики Учида (54.23) Рикако Ике (53.98) Мисаки Јамагучи (55.11) Јајој Мацумото (54.46)              | 3:37.78 |      |